# 東邦大学付属東邦中学校・高等学校
東邦大学付属東邦中学校・高等学校（とうほうだいがくふぞくとうほうちゅうがっこう・こうとうがっこう、英語: Toho Junior & Senior High School, attached to Toho University）は、千葉県習志野市泉町に所在し、中高一貫教育を提供する私立中学校・高等学校。
高等学校において、生徒を募集しない完全中高一貫校。略称は東邦大東邦。

## 概要
東邦大学を設立した額田豊、額田晉が自然・生命・人間の観察の必要性を唱え、1952年（昭和27年）創立。付属する東邦大学は隣接し、理系としての強みを活かした授業が行われている。
2012年に高校60周年、中学50周年を迎え、その間、校地の習志野西地区（現：東邦大学習志野キャンパス）から現校地である習志野東地区への移転、男子部・女子部制から共学制への移行、「総合的な学習の時間」を含む「自分探し学習 (EXPLORING STUDY)」の開始、校内に設置していた「白羽寮」の廃寮、高校募集の停止（2017年）など、いくつもの変遷がある。
特に、「自分探し学習 (EXPLORING STUDY)」と称した探求型の学習プログラムは多彩である。「社会科博士号」「レスィテーションコンテスト・英文絵日記」など、いくつか特徴的なプログラムがある。また、「学問体験講座」は大学の付属校の強みを生かして学内外から大学教授を招聘している。高校50周年、中学40周年である2002年度から開始された。
中学の入学試験は推薦、前期、後期の3つで行われ、全て算数、国語、理科、社会の4教科で構成される。前後期試験では4教科、推薦試験ではそれに加え推薦書を基に合否を判断し、合否結果は推薦試験は試験の翌日に、前後期試験は試験の翌々日にWeb上にて発表される。
東邦大学への推薦枠がある。
当校を含む学校法人東邦大学の建学の精神については、創立者の一人である額田晋により1957年（昭和32年）に刊行された著書『自然・生命・人間』に詳しい。学校法人・同窓会（『自生人』）が復刻本を刊行している。

## 建学の精神・理念
「自然・生命・人間」の尊重
創設者の一人額田晉の著書名でもある。第9代校長細野直 (1992 - 1995) により、同校の建学の精神はこれらに凝縮されていると力説し、校内のあらゆる教育機会にこの精神を発揚していこうと強調した。
あきず・こりず・たゆまず
さらに「自分探しの旅」「ノーブレス・オブリッジュ（エリートの義務）」「断片からの脱出」を訴え、宇宙・自然の無形の偉大な力を畏敬し、大自然の一部としてもらい受けた生命を大切にし、心の向上を目指して、学問への強い意志と絶え間のない自己鍛錬と謙虚な自己省察によって、それぞれの人生目標に向かって精進するという、東邦中高生最大の課題を示した。
学灯3基（ラテン語の格言）
- VERITAS NOS LIVERABIT　真理は我らを自由にする
- PER ASPERA AD ASTRA　苦難を越えて星座（栄光）へ
- EX ORIENTE LUX　光は東方（東邦）より

2002年高校創立50周年・中学創立40周年記念事業で設立されたセミナー館内に、生徒が希望と誇りをもって勉学に励むように思いを込めて、掲額された。

## 象徴

### 校章
桜をモチーフとしたものとなっている。だが、当校は大きな銀杏の木が多く生えている。

## 環境
50948.9m2の校地に本館・北館・南館・セミナー館（カフェテリアを含む）・特別教室棟・理科棟・美術棟といった建物が建立されており、また7つの理科実験室・2つの体育館（温水プールを含む）・天体観測室・全面人工芝グラウンドなどが整えられている。周辺は西側に日本大学生産工学部と隣接し、それをはさんで東邦大学理学部・薬学部が所在する。

## 部活動

### 中学

#### 体育系
- サッカー部
- 軟式野球部
- ハンドボール部
- バスケットボール部
- バレーボール部
- スキー部
- 剣道部
- 柔道部
- 卓球部
- 水泳部
- 陸上競技部
- 硬式テニス部
- ソフトテニス部

#### 文化系
- 科学部
  - 化学班
  - エレクトロニクス班
- 生物部
- オーケストラ部
- 吹奏楽部
- 美術陶芸部
- 英語部
- 考古学部
- 演劇部
- 合唱部
- 地形模型部（ちも部）
- 文芸部
- 書道部

### 高校

#### 体育系
- サッカー部
- 硬式野球部
- ハンドボール部
- バスケットボール部
- バレーボール部
- ラグビー部
- スキー部
- 剣道部
- 柔道部
- 弓道部
- 卓球部
- 水泳部
- 陸上競技部
- 硬式テニス部
- ソフトテニス部

#### 文化系
- 生物部
- 吹奏楽部
- 美術部
- 英語部
- 考古学部
- 演劇部
- 合唱部
- 文芸部
- 書道部
- 茶道部
- 弱電部
- 写真部
- オーケストラ同好会
- 釣り同好会

## 生徒会
議決機関として、生徒総会（生徒会全体の意思決定）、生徒評議会（クラスの代表会議）、学級会（各クラスの意思決定）がある。生徒会本部、および専門委員会は執行機関である。議事運営のために議長団、会計調査のために会計監査局を置く。また、必要に応じて専門委員長会議や部長会、学年評議会を開くことができる。
生徒総会
通常年2回開かれる。総会員の3/4を定足数とし、出席者の過半数の賛成をもって（同数の場合は議長がこれを決する）可決となる。
必要な場合には臨時総会が開かれる。
生徒評議会
各学級の学級正委員長・学級副委員長の2名、各専門委員会代表1名および生徒会本部役員で構成される。
議決権は一部例外を除き評議員にある。
学級会
生徒評議会に対して議題を提出することができる。
学級正委員長・副委員長（男女1名ずつ）、書記（男女各1名）、会計（男女各1名）がある。
いずれも任期は半年で再任は可能である。
生徒会本部
- 生徒会長 - 全ての会務を処理する。男女は問わず、1名。
- 副会長 - 男女各1名。
- 書記 - 会合における記録および生徒会活動の広報。男女各1名。
- 会計 - 予算の作成、決算の報告、書類の管理や資金の管理を行う。男女各1名。

それぞれ会員の投票によって任命される。任期は1年。
専門委員会
放送委員会以外の各委員会の委員は、中学校は各学級から男女1名ずつ、高校は性別問わず2名、選出する。
- 規律委員会
- 文化委員会 - 文化祭（銀杏祭）の企画・運営も行う。
- 放送委員会
- 図書委員会
- 美化委員会
- 新聞委員会 - 校内新聞を発行する。
- 体育委員会 - 体育祭の企画・運営も行う。
- 保健委員会

## 校長
- 初代 額田豊 (1952-1953)
- 第2代 白鳥勝義 (1953-1955)
- 第3代 額田豊 (1955-1960)
- 第4代 有坂一世 (1960-1969)
- 第5代 下村弘毅 (1969-1978)
- 第6代 島袋善吉 (1978-1981)
- 第7代 相川勝衛 (1981-1992)
- 第8代 細野直 (1992-1995)
- 第9代 伊藤恒之 (1995-2001)
- 第10代 秋山尚功 (2001-2010)
- 第11代 小髙昌次 (2010-2015)
- 第12代 松本琢司 (2015-)

## 沿革

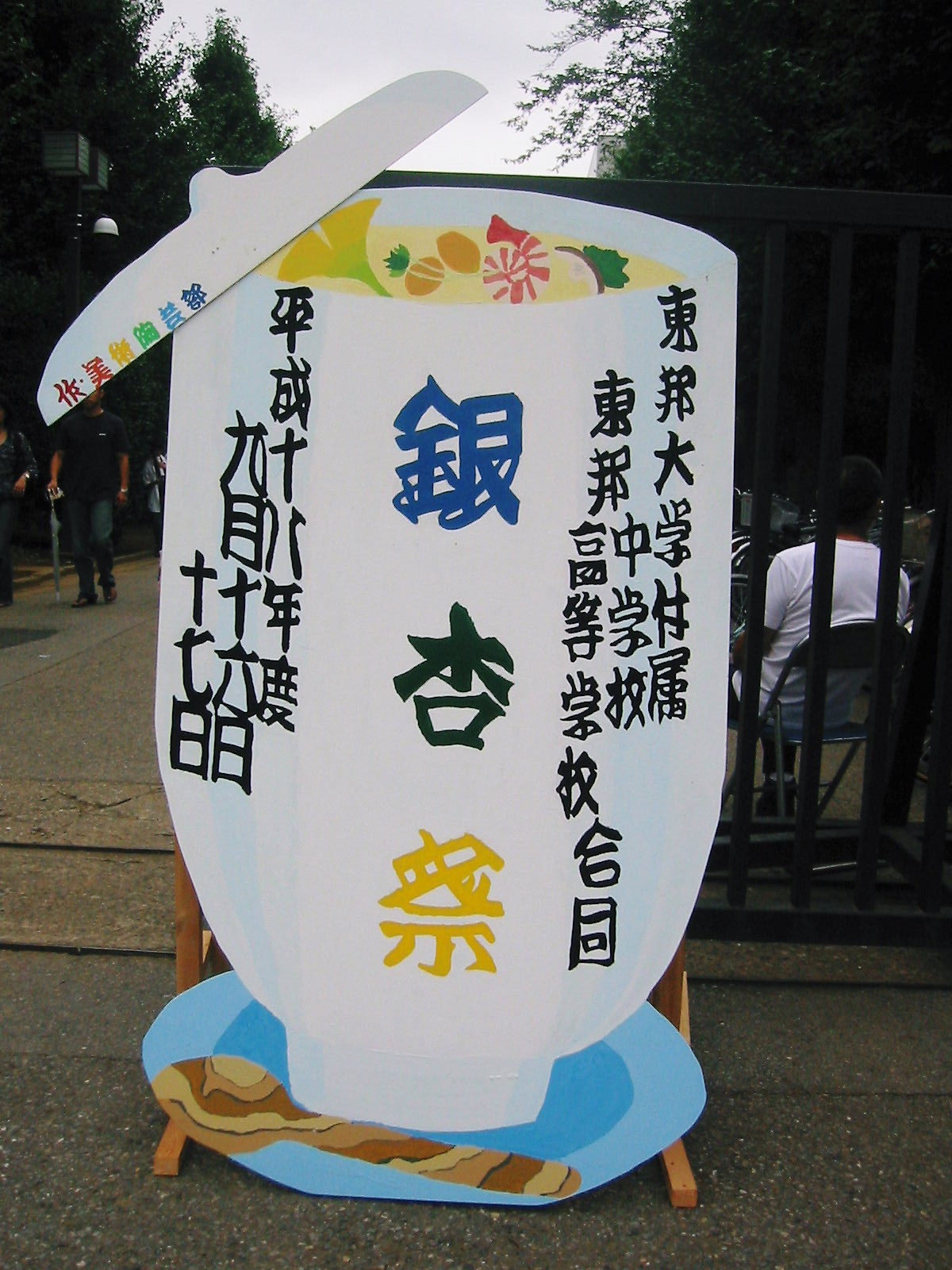
銀杏祭（いちょうさい）

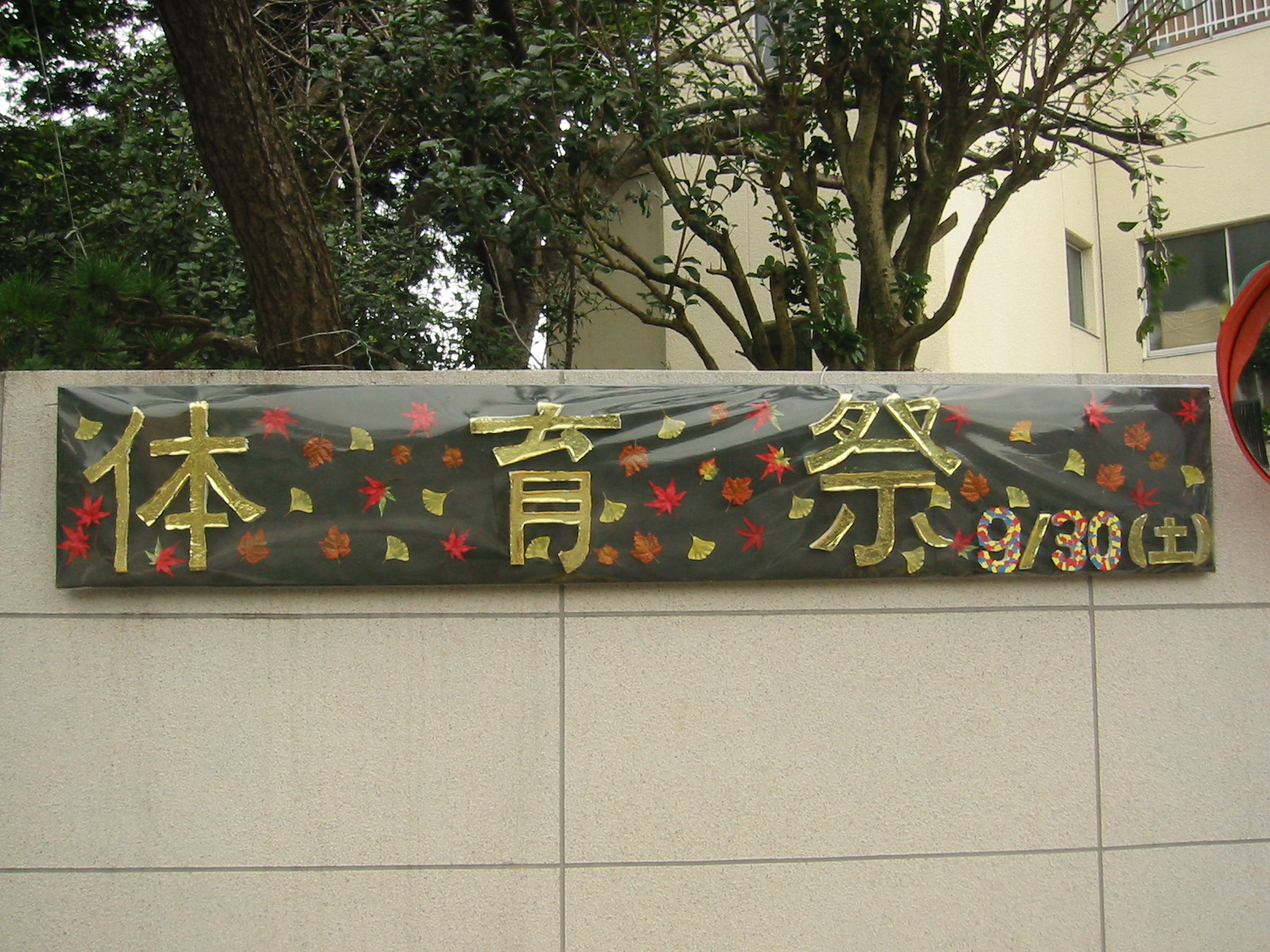
体育祭（中学校）

- 1926年 - 額田豊・額田晉両博士兄弟によって帝国女子医学専門学校が創立。
- 1930年 - 薬学科が増設され、帝国女子医学・薬学専門学校と校名変更。
- 1941年
  - 帝国女子理学専門学校を併設。
  - 帝国女子薬学専門学校と帝国女子理学専門学校を習志野西地区（現在大学所在地）に移転。
- 1946年 - 帝国女子理学専門学校が習志野東地区（現中高所在地）に移転。
- 1950年 - 医・薬・理学部を擁する東邦大学発足。
- 1952年
  - 2月27日 - 東邦大学付属東邦高等学校の学校設立の認可が下りる。
  - 東邦大学付属東邦高等学校として開校
- 1957年 - 姉妹校の駒場東邦中学校・高等学校が開校。
- 1961年 - 東邦大学付属東邦中学校が開校し、中高一貫教育を開始する。
- 1970年 - 男子部・女子部制を共学制に改める。
- 1973年 - 習志野東地区（現校地）に移転。
- 2005年 - セミナー館完成。
- 2007年 - 高等学校の制服変更（女子のみ）。
- 2009年 - 校内にあった「白羽寮」を多目的宿泊研修施設「習志館」に改修。
- 2017年 - 高等学校からの生徒募集を停止、完全中高一貫校化[2]。

## 交通アクセス
- JR総武本線津田沼駅より京成バスで20分
- 京成本線 京成大久保駅より徒歩15分

## 進路
創立目的が理数科一貫教育にあり、創立より理工科系の進学に力を入れている。東邦大学医学部、薬学部、理学部への推薦枠もある。

## 著名な卒業生
- 唐十郎 - 劇作家
- 国分二郎 - 俳優（中途退学）
- 高田崇史 - 推理作家
- いとうせいこう - タレント
- 多部田俊雄 - ゲームプロデューサー
- 古今亭駿菊 - 落語家
- カベルナリア吉田 - 紀行エッセイスト（中学卒業生）
- 木村弥生 - 元衆議院議員、元江東区長
- 休日課長 - ベーシスト
- 久保寺健彦 - 作家（中学卒業生）
- 細川晶生 - ギタリスト
- 金井宣茂[5][6] - JAXA宇宙飛行士、医師、元海上自衛官
- 倉橋友和 - 名古屋テレビ放送（メ～テレ）アナウンサー
- 葉山エレーヌ - 日本テレビ元アナウンサー
- 小保方晴子[7] - 細胞生物学者
- 古瀬祐気 - 医師、医学者
- 伊奈川愛菓 - 女流将棋棋士
- 加藤雅也 - テレビ新広島アナウンサー
- 松田浩二 - ゲームデザイナー、イラストレーター、薬剤師
- 内田悦嗣 - 政治家
- 高橋幸子 - 産婦人科医
- 重藤暁 - 演劇学者
- 野口洋平 - 観光学者
- 竹村拓 - 声優
- 鈴木大介 - ルポタイター
- 馬養雅子 - 実業家
- 島美穂子 - 弁護士
- 池畑修平 - ジャーナリスト、元NHK報道局国際部記者、元NHK解説委員

## 系列校
- 東邦大学（本部：東京都大田区）
- 駒場東邦中学校・高等学校（東京都世田谷区）- 姉妹校